# Медаль «За службу ООН в Корее»
Медаль «За службу ООН в Корее» (United Nations Service Medal for Korea (UNKM) – международная награда, учреждённая ООН 12 декабря 1952 года, в качестве медали за службу ООН. Награда стала первой международной наградой, созданной ООН и служит знаком признания участия многонациональных сил в Корейской войны. 
Медаль «За службу ООН» (Корея) вручалась всем военнослужащим союзных сил в Южной Корее, участвовавшим в обороне Южной Кореи от Северной Кореи в период с 27 июня 1950 года по 27 июня 1954 года. Голландские военнослужащие награждались медалью за службу до 1 января 1955 года, а военнослужащие Швеции и Таиланда до 27 июля 1955 года.
Персонал организации Красного креста состоявший в команде ООН в ходе войны не награждался медалью.
Высшей инстанцией в отношении медали является главнокомандующий военными силами ООН в Корее. Большинство стран рассматривали эту медаль как вручавшуюся автоматически в случае награждения другими медалями за службу в Корее и в большинстве случаев вручали медаль не запрашивая разрешения по каналам ООН. Например любой служащий ВС США награждённый американской медалью «За службу в Корее» автоматически удостаивался медали «За службу ООН».
22 ноября 1961 года ООН официально изменила название медали с «медаль за службу ООН» (United Nations Service Medal) на «медаль ООН за службу в Корее» (United Nations Service Medal Korea). Впоследствии было учреждено множество медалей ООН, вручавшихся за участие различных операций в мире.
США продолжают использовать старое название медали, чтобы подчеркнуть связь данной медали с предыдущими военными делами.
Медаль представляет собой круг диаметром в 36 мм  из сплава бронзы. На передней стороне изображена эмблема ООН «World-in-a Wreath». На оборотной стороне помещена надпись FOR SERVICE IN DEFENCE OF THE PRINCIPLES OF THE CHARTER OF THE UNITED NATIONS. Для каждой страны, принимавшей участие в Корейской войне под эгидой ООН надпись может быть сделана на другом языке: амхарском (Эфиопия), голландском, английском, французском, греческом, итальянском, корейском, испанском (Колумбия), тагальском (Филиппины), тайском или турецком. Медаль крепится к ленточке через специальную подвеску, на которой выбита надпись «Корея» на том же языке, что и надпись на оборотной стороне. На ленточке медали изображены 17 полос (9 голубых и 8 белых) одинаковой ширины (2,0 мм) изображающие флаг ООН.